# 威利·納爾遜
威利·休·納爾遜（英語：Willie Hugh Nelson，1933年4月29日—）是美國音樂家、词曲作家、演員、社會運動人物。纳尔逊是叛道鄉村音樂的標誌性人物之一，叛道乡村是1960年代晚期发展起来的乡村音乐流派，是对当时传统保守的纳什维尔之声的回击。
纳尔逊曾在德克萨斯的广播电台当DJ，后于1962年发布首张专辑《...And Then I Wrote》。但到60年代末、70年代初，他对当时纳什维尔的商业歌曲不甚满意，转向叛道乡村。此后，他创作的《Shotgun Willie》（1973年）、《Red Headed Stranger》（1975年）、《Stardust》（1978年）取得巨大商业成功、也受到舆论的极高评价，这使他成为乡村音乐界最重要的艺术家之一。纳尔逊是位高产的歌手，他持续在乐坛活跃，每年均有专辑录制产出，迄今已发布99张录音室专辑。
纳尔逊亦曾經參演30齣電影，写过數本書籍，亦於生物燃料及大麻合法化等議題上亦非常活躍。

## 伸延閱讀
- The Encyclopedia of Country Music, ed. Paul Kingsbury, pp. 374–76 "Willie Nelson", Bob Allen, New York: Oxford University Press, 1998.
- Nelson, Susie (1987). Hear Worn Memories: a Daughter's Personal Biography of Willie Nelson. First ed. Eakin Press. ISBN 0-89015-608-5.

## 外部連結
- 官方网站
- 威利·納爾遜在Allmusic上的頁面
- Willie Nelson在互联网电影资料库（IMDb）上的資料（英文）